# Диртутьтринатрий
Диртутьтринатрий — бинарное неорганическое соединение, интерметаллид
натрия и ртути с формулой Na3Hg2,
кристаллы.

## Получение
- Сплавление стехиометрических количеств чистых веществ:

{\displaystyle {\mathsf {3Na+2Hg\ {\xrightarrow {121^{o}C}}\ Na_{3}Hg_{2}}}}

## Физические свойства
Диртутьтринатрий образует кристаллы
тетрагональной сингонии,
пространственная группа P 42/mm,
параметры ячейки a = 0,8520 нм, c = 0,7800 нм, Z = 4
.
Соединение образуется по перитектической реакции при температуре 121 °C.